# Savages (film)
Pour les articles homonymes, voir Savages.
Pour plus de détails, voir Fiche technique et Distribution.
Savages ou Sauvages au Québec est un thriller américain réalisé par Oliver Stone et sorti en 2012. Adapté du roman Savages de Don Winslow, il met en vedette Taylor Kitsch, Blake Lively, Aaron Taylor-Johnson, John Travolta, Benicio del Toro et Salma Hayek.

## Synopsis
Chon et Ben, deux amis, cultivent de la marijuana à Long Beach. Ben est un pacifiste très calé en botanique, alors que Chon est un ancien soldat assez violent revenant d'Afghanistan. Alors que Ben est en Afrique pour faire de l'humanitaire, Chon est approché par un cartel de la drogue mexicain, qui souhaite acheter toute leur herbe, la meilleure en THC du pays. Lorsque Ben rentre au pays, Chon lui expose la situation, ils décident de refuser l'offre. Mais le cartel ne l'entend pas ainsi et capture Ophelia, leur petite amie commune.

## Fiche technique
- Titre original et français : Savages
- Titre québécois : Sauvages
- Réalisation : Oliver Stone
- Scénario : Shane Salerno (en) et Oliver Stone, d'après le roman éponyme de Don Winslow
- Direction artistique : Lisa Vasconcellos
- Décors : Nancy Nye
- Costumes : Cindy Evans
- Photographie : Daniel Mindel
- Montage : Joe Hutshing, Stuart Levy et Alex Marquez
- Musique : Adam Peters
- Production : Moritz Borman et Eric Kopeloff
- Sociétés de production : Relativity Media et Ixtlan Productions
- Société de distribution : Universal Pictures
- Budget : 45 millions de dollars américains[1]
- Pays d’origine :  États-Unis
- Langue originale : anglais
- Format : couleur - 35 mm - 2,35:1 - son Dolby Digital
- Genre : drame, thriller, film de gangsters
- Durée : 131 minutes, 142 minutes (version longue)
- Dates de sortie[2] :
  - États-Unis, Canada : 6 juillet 2012
  - France : 26 septembre 2012

## Distribution
- Taylor Kitsch (VF : Adrien Antoine ; VQ : Alexandre Fortin) : John « Chon » McAllister Jr.
- Blake Lively (VF : Élisabeth Ventura ; VQ : Catherine Proulx-Lemay) : Ophelia « O » Sage
- Aaron Taylor-Johnson (VF : Jean-Christophe Dollé ; VQ : Xavier Dolan) : Ben Leonard
- John Travolta (VF : Philippe Vincent ; VQ : Jean-Luc Montminy) : Dennis
- Benicio del Toro (VF : Boris Rehlinger ; VQ : Benoit Rousseau) : Miguel « Lado » Arroyo
- Salma Hayek (VF : Ethel Houbiers ; VQ : Camille Cyr-Desmarais) : Elena « La Reina » Sánchez
- Emile Hirsch (VF : Benjamin Jungers ; VQ : Philippe Martin) : Spin
- Demián Bichir (VF : Wladimir Beltran ; VQ : Manuel Tadros) : Alex
- Sandra Echeverria : Magdalena Sánchez
- Diego Cataño : Esteban
- Joel David Moore (VQ : Claude Gagnon) : Craig
- Trevor Donovan : Matt
- Mia Maestro : Dolores
- Gonzalo Menendez : Hernando
- Ali Wong (VF : Pauline de Meurville) : Claire
- Sean Stone : Eric
- Jake McLaughlin : Doc
- Leonard Roberts : Frankie
- Shea Whigham (VF : Xavier Fagnon ; VQ : Louis-Philippe Dandenault) : Chad

Sources et légendes : version française (VF) sur RS Doublage et AlloDoublage ; version québécoise (VQ) sur Doublage.qc.ca

## Production

### Genèse du projet
Savages est l'adaptation cinématographique du best-seller du même nom de Don Winslow. Les droits du roman, plutôt que d'être vendus aux studios, sont directement achetés par Oliver Stone. L'auteur participe ensuite à l'écriture du scénario avec le réalisateur et Shane Salerno. Don Winslow confie avoir écrit une bonne partie du roman sous la forme d'un script, pensant que « ce serait plus intéressant à vivre sous la forme d’un film que sous celle d’un livre ».

### Choix des interprètes
| |  |  |
| Benicio del Toro (à g.) à la première australienne, en octobre 2012, et Salma Hayek (à d.), venue présenter le film au festival du cinéma américain de Deauville 2012. |  |  |

À l'origine, Oliver Stone avait écrit le personnage d'Ophelia pour Jennifer Lawrence, mais elle était engagée pour Hunger Games,. Il pense ensuite à Olivia Wilde (qui a déjà joué dans une autre adaptation d'un roman de Don Winslow, Kill Bobby Z), puis à Abbie Cornish, Amber Heard et Lindsay Lohan, avant d'être subjugué par Blake Lively dans Les Vies privées de Pippa Lee, puis dans The Town de Ben Affleck.
Uma Thurman a été engagée pour le rôle de la mère d'Ophelia, mais ses scènes ont été supprimées au montage, en raison de la longueur du film, ainsi que certaines de Benicio del Toro.

### Tournage
Le tournage a eu lieu principalement en Californie : au bord de la mer à Malibu, puis à Pyramid Dam dans les montagnes au nord de Los Angeles, à Dana Point et Laguna Beach au sud, pour finir dans les banlieues de la vallée de San Fernando et de Pacific Palisades, et enfin dans le centre-ville de Los Angeles.
Pour les besoins du film, il fallait de nombreuses plantations de cannabis. Cependant, pour des raisons légales, l'équipe ne pouvait pas filmer de vrais plants, les décorateurs ont alors créé de fausses plantes.
L'équipe a également été confrontée à des fortes chaleurs. Il faisait parfois 35 degrés dès le matin. Par ailleurs, la réalisation d'effets pyrotechniques a été très compliquée car le tournage a eu lieu pendant la saison où le risque d’incendies est le plus élevé. Oliver Stone a dû batailler ferme pour obtenir les autorisations ! « Nous avons donc demandé à rencontrer plusieurs agences gouvernementales pour soutenir notre projet. Le Service des forêts des États-Unis, les Services d’aménagement des forêts et de la gestion des feux de forêts de Californie, le département de la Sécurité intérieure, la California Highway Patrol.... » (le producteur Eric Kopeloff)

## Accueil

### Accueil critique

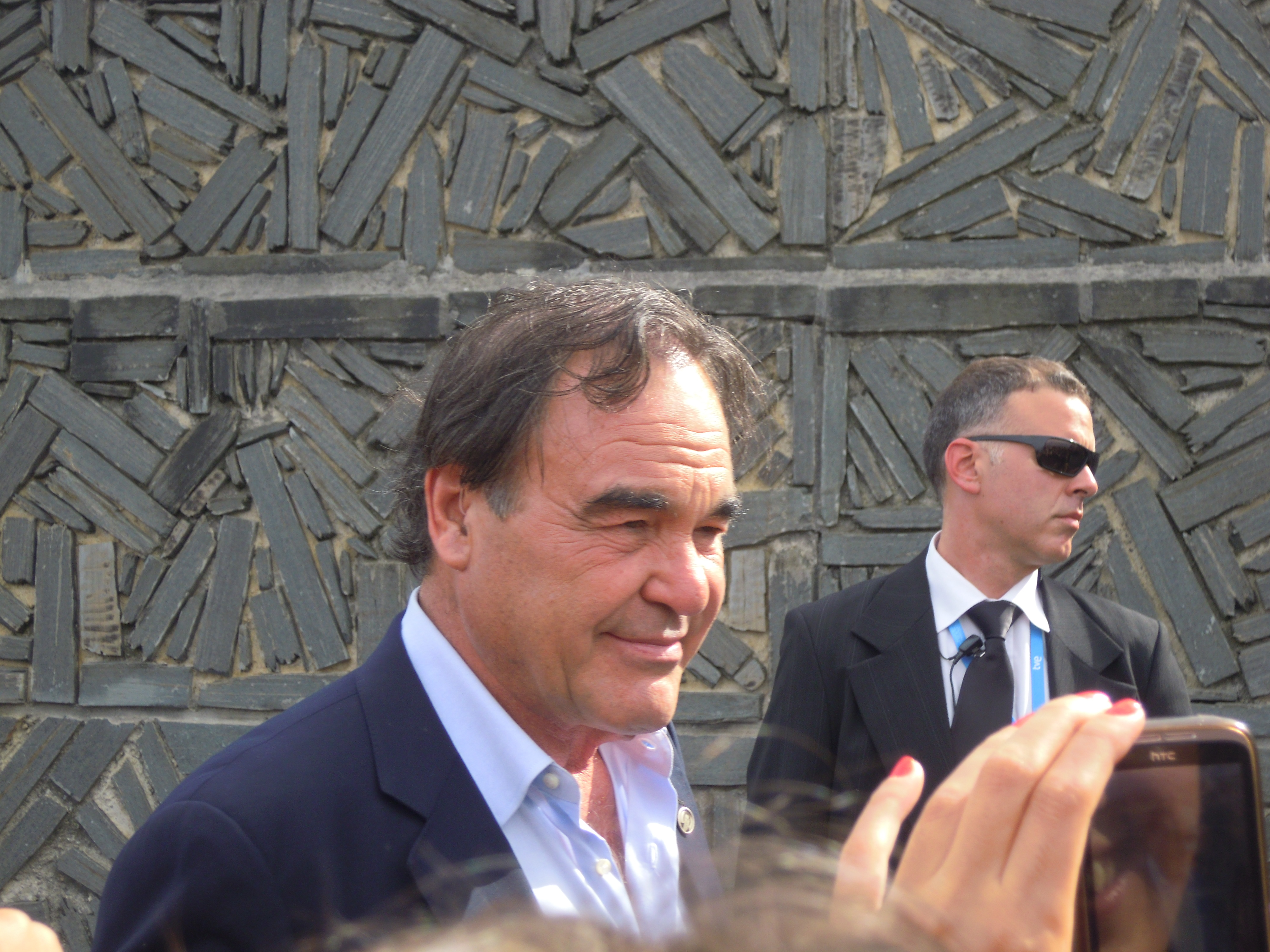
Le réalisateur Oliver Stone, venu présenter le film au Festival de San Sebastian 2012.

Le film reçoit des critiques partagées aux États-Unis, totalisant une moyenne de 49 % pour 156 critiques sur le site Rotten Tomatoes. Sur l'autre agrégateur Metacritic, le film reçoit une note de 59⁄100 pour 41 critiques.
En France, Savages totalise sur AlloCiné une moyenne de 3⁄5, pour 25 critiques de presse. Pour le magazine Cinemateaser, le film est « une charge frontale contre la lutte anti-drogue dissimulée sous les oripeaux jouissifs de divertissement outré ». Pour Le Figaroscope, Savages est une « adaptation réussie du best-seller de Don Winslow » et un « “trip” des plus divertissants », alors que Le Nouvel Observateur remarque qu'il a permis à Oliver Stone de « réaliser son meilleur film depuis longtemps ». Les Inrockuptibles vont également dans ce sens en disant que le réalisateur « retrouve une certaine vigueur avec une série B sexy et toxique ».
Certaines critiques sont plus partagées : Ecran Large regrette des « longueurs et redites », alors que l'intrigue est « classique » et que le film cède « à la facilité de la fin alternative » pour Le Journal du dimanche. Pour Les Fiches du cinéma, « Savages déçoit par ses problèmes de rythme, son casting à moitié réussi et son manque d'ambition un peu surprenant ». Pour Elle, le film est « long et foutraque » et « ne tient pas ses promesses ». L'Humanité est beaucoup plus catégorique et trouve que c'est un « thriller aussi violent que lourdingue ».

### Box-office
La première semaine au box-office du film aux États-Unis a rapporté 22 710 000 de dollars et la deuxième semaine, 9 390 000 de dollars, soit un total de 32 100 000 de dollars.